# Chili (gerecht)

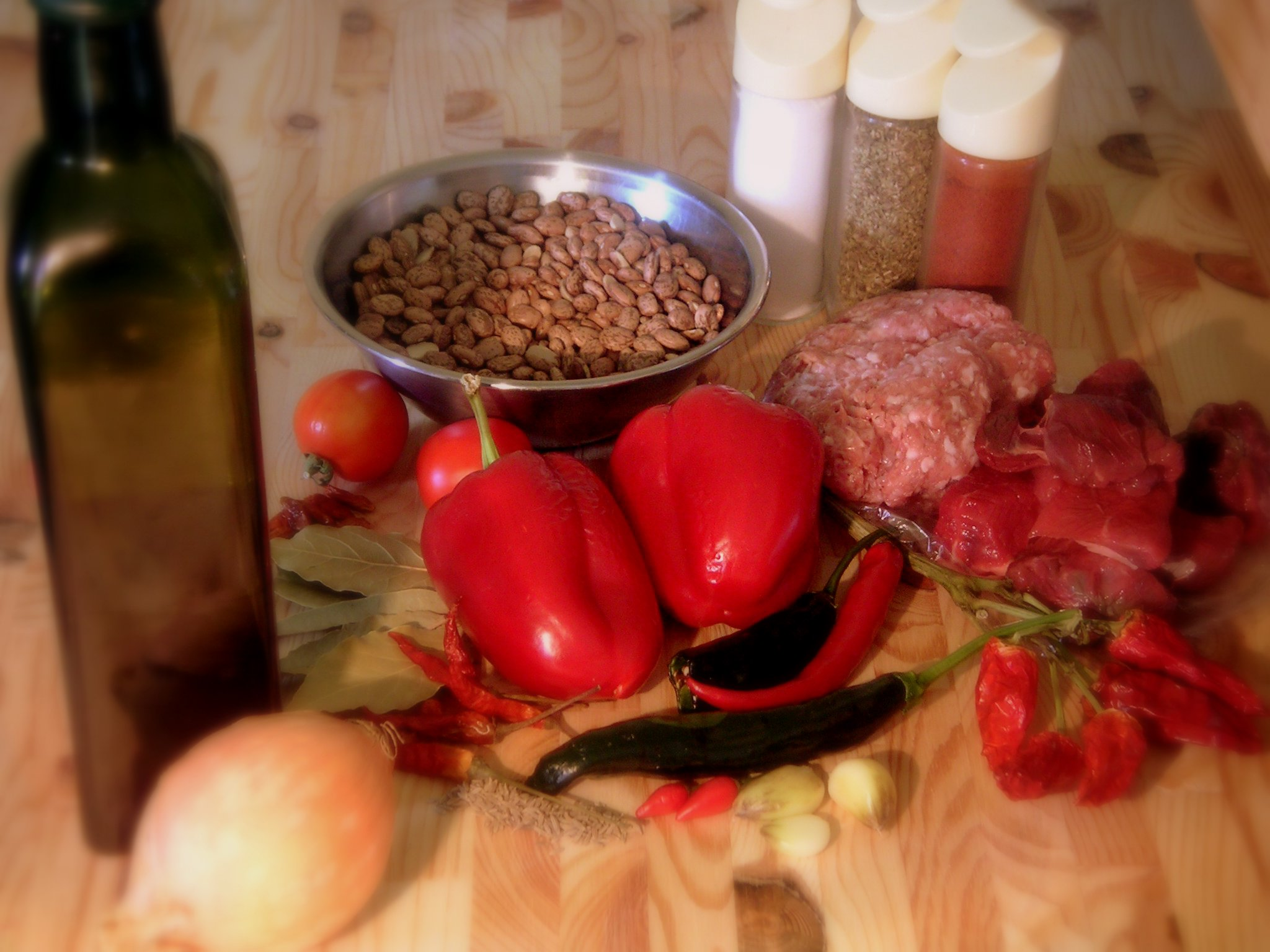
De ingrediënten

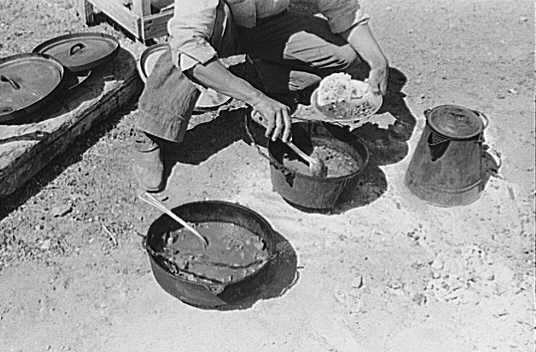
Cowboy bedient zich van chili con carne op een ranch in Texas in 1938

Chili con carne (Spaans voor chili met vlees) is een stoofpot die samengesteld is uit vlees (meestal gehakt of spek) en chilipeper. Traditioneel wordt er verder gebruikgemaakt van knoflook, ui en komijn. Vaak worden er ook bonen, paprika en tomaten aan toegevoegd, hoewel dat in de eerste versies van het gerecht niet het geval was. Er bestaan allerlei variaties waarbij voor andere soorten vlees, vleesvervangers of afwijkende ingrediënten gekozen wordt.
Chili sin carne (chili zonder vlees) is om vegetarisch te eten, of zo te kopen en zelf vlees aan toe te voegen (dit mag uiteraard niet als chili con carne verkocht worden, het wordt wel basis voor chili con carne of bonenschotel voor chili con carne genoemd).

## Oorsprong
Het gerecht stamt oorspronkelijk uit het grensgebied tussen Mexico en de Verenigde Staten. Voor zover gedocumenteerd werd de chilischotel voor het eerst gegeten door het Amerikaanse leger, ergens in de 19e eeuw in Texas.

## Variatie
Op het gerecht zijn vele varianten mogelijk.  
Mogelijke toevoegingen zijn:
- Gesneden ui
- Gesneden paprika
- Maïs
- Plakjes of blokjes worst, bijvoorbeeld  chorizo of rookworst (pas toevoegen als de bonen erbij gaan)
- Gepelde tomaten
- Komijnzaadjes of -poeder
- Tabasco of worcestersaus
- Laurier
- Selderij
- Oregano
- Paprikapoeder
- Koriander, kan vers gesneden of als poeder worden toegevoegd.
- Chilipeper, kan vers gesneden of als poeder worden toegevoegd.
- Kaneel, kan in zijn geheel als kaneelstokje meegesudderd worden of als poeder worden toegevoegd.
- Cacaopoeder (niet in combinatie met kaneel).
- Cayennepeper
- Fruit, bijvoorbeeld ananas, perzik of mango

Het gerecht kan onder andere gecombineerd worden met stokbrood en kruidenboter, tortillachips, rijst of aardappels. Vaak wordt er ook guacamole of zure room dan wel crème fraîche geserveerd bij het gerecht. Als afwerking gebruikt men ook vaak geraspte cheddar.